# Douglas Graham (5e duc de Montrose)
Pour les articles homonymes, voir Douglas Graham et Graham.
Douglas Beresford Malise Ronald Graham, 5e duc de Montrose (7 novembre 1852 - 10 décembre 1925) est un noble écossais.

## Biographie
Il est le troisième fils de James Graham (4e duc de Montrose) et Caroline Agnes, la plus jeune fille du 2e Lord Decies, et fait ses études au Collège d'Eton. Il succède à son père en 1874.
Il rejoint les Coldstream Guards en 1872, transféré au 5e Lancers en 1874 et prend sa retraite en 1878. Plus tard, il est colonel commandant le 3e bataillon des Argyll and Sutherland Highlanders. Il sert lors de la seconde guerre des Boers (médaille et deux fermoirs). Il est nommé chevalier du chardon en 1879 et est chancelier de l'Ordre à partir de 1917. Il est également aide de camp du Roi. Il est Lord Lieutenant du Stirlingshire de 1885 à 1925, shérif héréditaire de Dunbartonshire, Lord Clerk Register de 1890 jusqu'à sa mort, et lord haut commissaire à l'Assemblée générale de l'Église d'Écosse en 1916-1917.
Lord Graham est décédé en 1925 après avoir souffert d'une pneumonie en Écosse dans le comté de Renfrewshire près de la ville métropolitaine de Glasgow. Le titre passe à son fils le 6e duc de Montrose.

## Famille
Lord Graham épouse Violet Hermione Graham (en), fille de Frederick Graham 3e baronnet de Netherby et de son épouse Jane Hermione Seymour (fille d'Edward Seymour (12e duc de Somerset)); ils ont cinq enfants: 
- James Graham (6e duc de Montrose) (1878-1954)
- Helen Violet Graham (1879-1945)
- Hermione Emily Graham (1882-1978), qui épouse Donald Cameron, le 25e Lochiel.
- Douglas Malise Graham (né en 1883), qui épouse Rachael Mary Holland (décédée le 6 juin 1977), fille de Sydney Holland (2e vicomte Knutsford) et a deux fils.
- Alastair Mungo Graham (né en 1886), qui épouse Meriel Olivia Bathurst, fille de Seymour Bathurst (7e comte Bathurst) avec qui il a deux fils et deux filles.